# 1802
Cette page concerne l'année 1802  du calendrier grégorien. Pour l'année 1802 av. J.-C., voir 1802 av. J.-C.
L'année 1802 est une année commune qui commence un vendredi.

## Événements
- 13 janvier, expédition Baudin : l’explorateur français Nicolas Baudin, chargé de cartographier la côte sud du continent australien, venu de Timor, atteint le canal d'Entrecasteaux[1]. Il visite les îles du détroit de Bass, puis après le 24 mars, explore les côtes occidentales et méridionales de l’Australie, recueillant un grand nombre de spécimens d’animaux (découverte de l’ornithorynque et de l’échidné, mammifères ovipares). Chargé d’observer les peuples sauvages, il ramène des portraits des aborigènes de Tasmanie réalisés par Petit et Lesueur.

- 8 avril : rencontre entre Nicolas Baudin et Matthew Flinders[1].

- 20 juin : Nicolas Baudin arrive à Sydney[1].

- 18 juillet : Bonaparte, qui envisage une expédition contre Alger, « car ses brigandages sont la honte de l’Europe et des Temps modernes »[2], adresse un ultimatum au Dey Mustapha[3]. Le projet n’aboutit pas, après que le Dey a répondu positivement aux exigences des Français (12 août)[4]

- Novembre : départ de l’expédition des pombeiros Pedro João Baptista et Amaro (ou Anastacio) José de l’Angola jusqu’aux Bouches du Zambèze, organisée par le superintendant du comptoir ou factorerie de Cassange, Honorato José da Costa. Ils parviennent à Tete le 2 février 1811[5].

- Afrique occidentale : début du règne de Younfa, sarkin (roi) du Gober à la mort de son père Nafata. Ses relations avec les partisans du prophète musulman toucouleur Usman dan Fodio s’enveniment. Les musulmans sont persécutés. Usman, qui a pris le titre de cheikh, voit se rapprocher de lui plusieurs agriculteurs haoussa et de nombreux pasteurs peuls. Yunfa décide d’affronter directement le cheikh de Degel (1804)[6].

- Afrique du Sud : famine chez les Langeni[7].

### Asie
- 25 mars : paix d’Amiens. La couronne britannique acquiert Ceylan, mais restitue les autres colonies à la France, à l’Espagne et à la République batave[8].

- Mai : début de la deuxième guerre anglo-marathe en Inde (fin en 1805). Les Britanniques s’emparent des territoires des marathes, affaiblis par leur défaite contre les Afghans, après trois ans de combats. Le Français Pierre Cuillier-Perron, qui commande l’armée de Sindhia, est vaincu à plusieurs reprises[9].

- 1er juin : Phúc Ánh, qui a vaincu les Tay Son, réunifie le Viêt Nam et fonde, sous le nom de Gia Long, la dynastie impériale des Nguyễn (fin en 1883)[10].

- 20 juillet : prise d’Hanoï par Gia Long[10].

- 31 décembre : traité de Bassein en Inde entre les Marathes et les Britanniques. Il impose le protectorat britannique sur l’ouest du Dekkan, aux mains des Marathes encadrés par les Français et marque le déclin de l’influence française dans la région[11].
- Décembre[12] : le Sikh Ranjit Singh, nommé gouverneur de Lahore par le roi d’Afghanistan (1799), s’empare de la cité sainte d’Amritsar avec une armée organisée à l’européenne.

### Amérique
- 29 janvier : l'expédition envoyée  par Bonaparte pour réprimer la Révolte de Saint-Domingue menée par Toussaint Louverture, gouverneur général de l’île, arrive au Cap-Français[13].

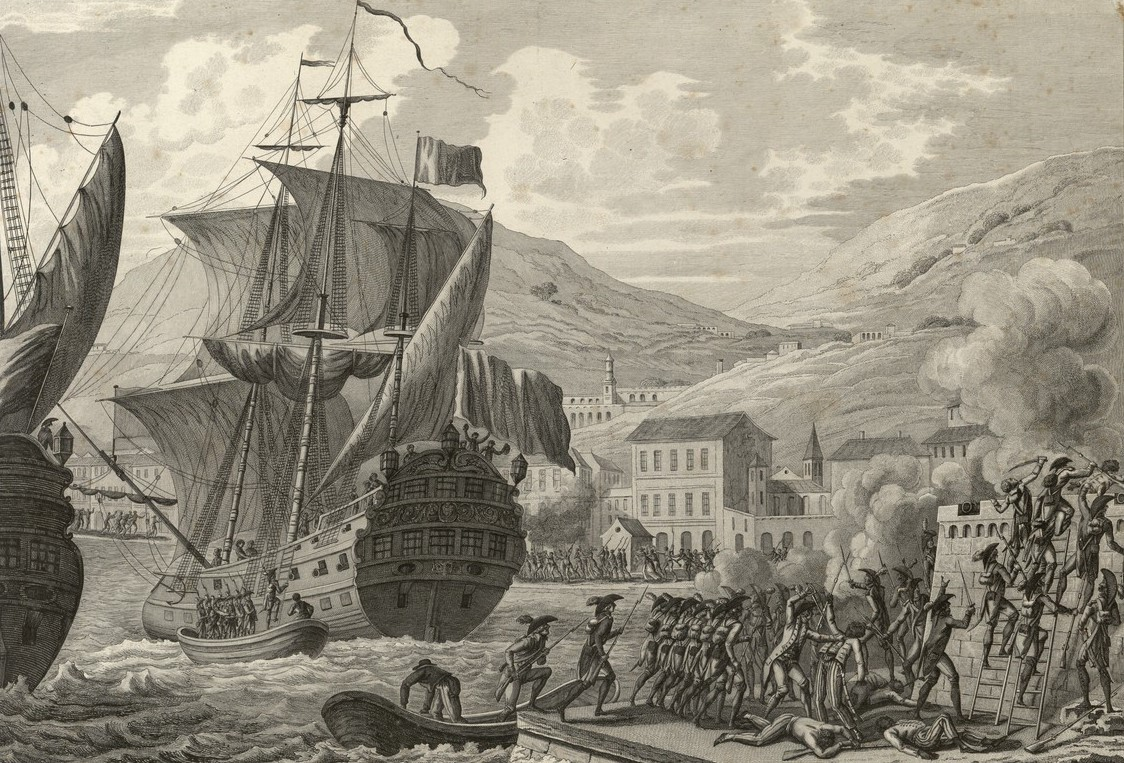
7 février : prise du Cap-Français par l'armée française. Leclerc écrase la rébellion haïtienne malgré la résistance acharnée des généraux noirs, et Toussaint Louverture se soumet le 6 mai.

- 2 février : le général Christophe incendie le Cap-Français[14]. Les forces françaises du général Leclerc entrent dans la ville le 7 février[13]
- 14 février : Maurepas incendie Port-de-Paix et évacue la ville[14]. Il se rallie à Leclerc à la fin du mois[15].

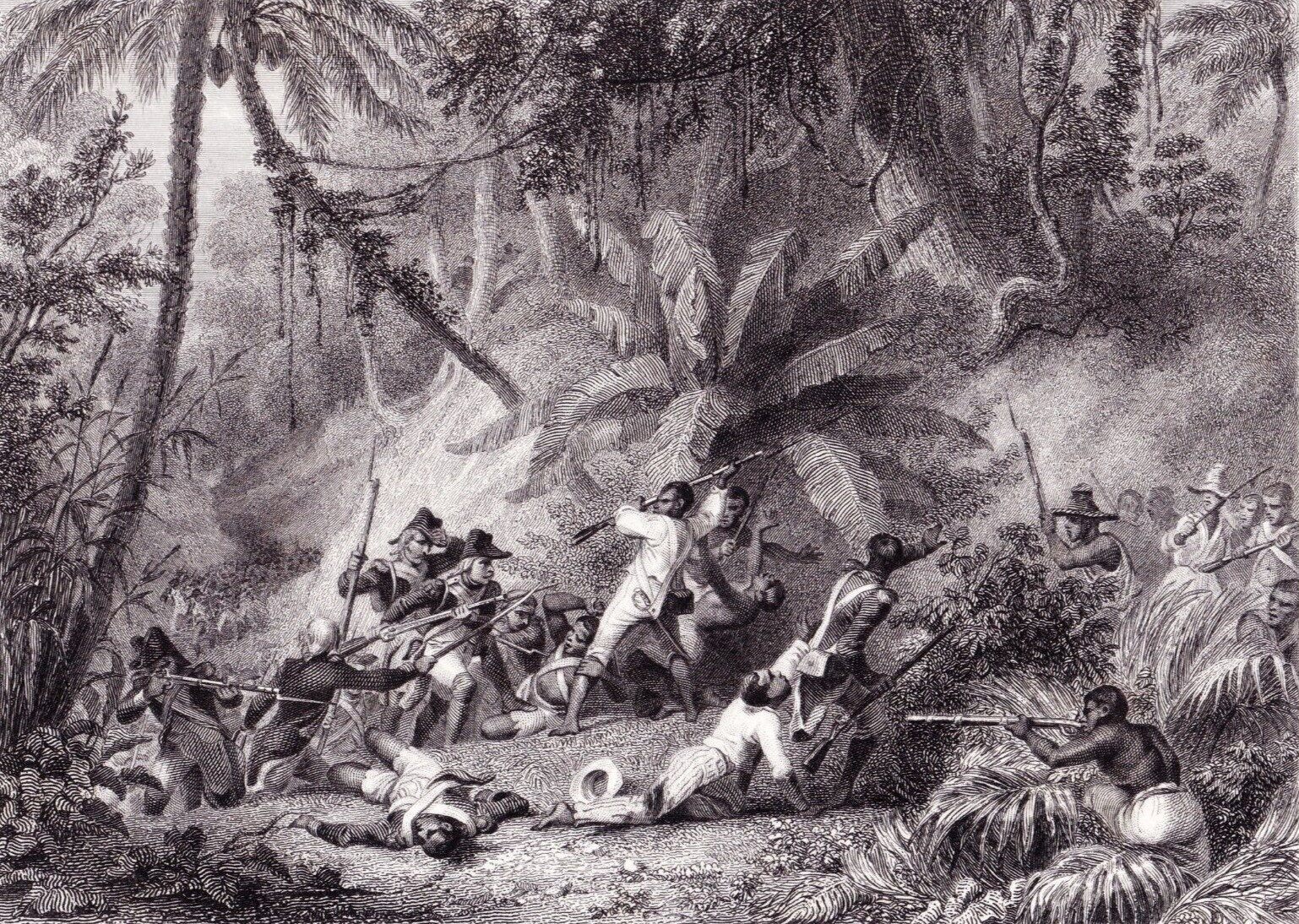
23 février : bataille de la Ravine à Couleuvres ; répression de la Révolution haïtienne.

- 23 février : les troupes du général Rochambeau remportent la bataille de la Ravine à Couleuvres sur celles de Toussaint Louverture. Les Français occupent Les Gonaïves[15].
- 24 février : Dessalines incendie Saint-Marc[14].

- 4-24 mars, Saint-Domingue : siège de la Crête à Pierrot[15].
- 25 mars : l’île de la Trinité (Trinidad), conquise en 1797, est cédée au Royaume-Uni[8].

- 26 avril : le général Christophe se rallie à Leclerc[15].

- 6 mai : soumission de Toussaint Louverture et de Dessalines ; ils conservent leurs grades et leurs troupes intègrent l'armée française. Des bandes de cultivateurs insurgés continuent la résistance dans les montagnes[15].
- 10-28 mai : répression de la révolte des Noirs en Guadeloupe[13].
- 20 mai : Bonaparte rétablit l’esclavage dans les colonies françaises[13].

- 7 juin : les Français capturent le chef noir Toussaint Louverture à Haïti ; il est déporté en France (12 juillet)[13].
- 20 juin : en Alaska, les indiens Tlingits détruisent le fort de Sitka et massacrent les colons russes[16].
- 23 juin : l'explorateur allemand Alexandre de Humboldt escalade le mont Chimborazo (Équateur) dans les Andes établissant un record d'altitude[17].
- 7 décembre : arrêté consulaire rétablissant l'esclavage dans la colonie de Guyane[18].

### Europe
- 25 janvier : début de la République italienne d'obédience française (fin en 1804)[19].

- 25 mars : la paix d'Amiens est conclue (signée le 27 mars)[20]. Elle met fin à la Deuxième Coalition (Royaume-Uni, Russie, Turquie) contre la France[8],[21]. Elle confirme le traité de Campoformio.
  - Le Royaume-Uni restitue à la France toutes les colonies dont elle s’était emparée, mais garde Ceylan et l’île de la Trinité, enlevés aux alliés espagnols et hollandais de la France.
  - Les troupes françaises doivent évacuer Naples tandis que les Britanniques restitueraient l’Égypte à la Turquie et Malte à l’ordre de Chevalerie.
  - Le Royaume-Uni rend l'île de Minorque à l'Espagne.
  - Création du royaume d’Étrurie, concédé au gendre de Charles IV d'Espagne, un Bourbon de Parme.
  - La Louisiane est rendue à la France.

- 21 avril : rétablissement de l’université de Dorpat[22].

- 2 juin : adoption du Health and Morals of Apprentices Act au Royaume-Uni. La durée légale du travail des enfants de moins de seize ans est fixée à douze heures par jour[23].
- 25 juin : traité d'alliance offensive et défensive et de commerce entre la France et l'empire ottoman, ratifié par le sultan le 25 août[24].

- 5 juillet-28 août : élections générales au Royaume-Uni[25]. Henry Addington, réélu, est peu à peu abandonné par sa majorité. Le groupe de Pitt reprend son ascendant sur les Communes et pousse à une politique de fermeté visant à bloquer l’expansion française.

- 26 août (8 Fructidor an X) : senatus-consulte rattachant l'île d'Elbe à la France[26]. L'île a un député au Corps législatif, ce qui porte les membres de ce corps à 301[27].
- 30 août : constitution de la République rhodanienne formée par le Valais membre alors de la République helvétique. La République rhodanienne disparaît le 12 novembre 1810 par son annexion à l'Empire français[28].

- 11 septembre : le Piémont est rattaché à la France[29].
- 18 septembre, Stecklikrieg : la République helvétique capitule face aux fédéralistes, le pouvoir revient aux cantons lors de la Diète fédérale de Schwytz présidée par Alois von Reding[30].
- 20 septembre (8 septembre du calendrier julien) : oukase sur les droits et les devoirs du Sénat russe, organe supérieur de contrôle judiciaire et administratif. Manifeste créant 8 ministères pour remplacer les collèges de Pierre le Grand (Guerre, Marine, Affaires étrangères, Justice, Intérieur, Finances, Instruction publique, Commerce)[31]. Viktor Kotchoubeï, ministre de l’Intérieur (1802-1807). Adam Czartoryski (1770-1861), ministre des Affaires étrangères (1802-1806). Ami du tsar Alexandre Ier de Russie, il tente la reconstitution de la Pologne modernisée sous l’égide des Romanov. Il s’efforce de promouvoir une politique favorable à la szlachta et à la culture polonaise, et envisage la reconstruction d’une Europe libérale par l’alliance avec le Royaume-Uni.
- Septembre : les boyards de Valachie et de Moldavie, soutenus par les Russes, obtiennent des Hatticherif fixant à un minimum de sept ans le règne des voïévodes, et limitant leur destitution à l’accord des gouvernements ottoman et russe[32].

- 9 octobre : mort de Ferdinand Ier. Le duché de Parme est rattaché à la France[33].
- 20 octobre : la France envahit la Suisse[30].

## Naissances en 1802
- 19 janvier : Sylvain Van de Weyer, homme politique belge († 23 mai 1874).

- 4 février : Théophile Vauchelet, peintre français († 22 avril 1873).
- 7 février : James Busby, viticulteur et diplomate britannique († 15 juillet 1871).
- 17 février : Ludovico Lipparini, peintre italien († 19 mars 1856).
- 20 février : Charles-Auguste de Bériot, compositeur et violoniste belge († 8 avril 1870).
- 23 février : Luigi Cibrario, historien italien († 1er octobre 1870).
- 26 février : Victor Hugo, romancier, dramaturge, poète et homme politique français († 22 mai 1885).

- 3 mars : Louis-Félix Amiel, peintre français († 4 février 1864).
- 7 mars : Edwin Landseer, peintre et sculpteur britannique († 1er octobre 1873).
- 21 mars : Ferdinand Wachsmuth, peintre et graveur français († 14 novembre 1869).
- 29 mars : Johann Moritz Rugendas, peintre allemand († 29 mai 1858).

- 15 avril : Wilhelm Grabow, magistrat et homme politique allemand († 15 avril 1874).
- 18 avril : George Howard, 7e comte de Carlisle, homme politique britannique († 5 décembre 1864).
- 27 avril : Louis Niedermeyer, compositeur et pédagogue suisse et français († 14 mars 1861).
- 29 avril : Édouard Reynart, peintre français et conservateur du palais des beaux-arts de Lille († 15 février 1879).

- 6 mai : Wilhelm Schirmer, peintre allemand († 8 juin 1866).
- 11 mai : Étienne Raffort, peintre français († 14 septembre 1880).
- 14 mai : Horace Lecoq de Boisbaudran, peintre et pédagogue français († 7 août 1897).
- 22 mai : Joseph d'Ortigue, critique musical français († 20 novembre 1866).
- 25 mai : Johann Friedrich von Brandt, naturaliste allemand († 15 juillet 1879).

- 2 juin : Arend Friedrich August Wiegmann, zoologiste allemand († 15 janvier 1841).
- 21 juin : Luigi Calamatta, peintre et graveur italien († 8 mars 1869).
- 27 juin : Gustav Blumröder, médecin et écrivain allemand († 23 décembre 1853).

- 2 juillet : Arisztid Dessewffy, général hongrois († 6 octobre 1849).
- 6 juillet : Émile Bienaimé, compositeur français († 17 janvier 1869).
- 12 juillet : Charles-Louis Hanssens, compositeur belge († 8 avril 1871).
- 24 juillet : Alexandre Dumas, écrivain français († 5 décembre 1870).
- 27 juillet : Benedict Randhartinger, compositeur et chanteur autrichien († 23 décembre 1893).
- 31 juillet : Benedikt Waldeck, homme politique allemand († 12 mai 1870).

- 5 août : Niels Henrik Abel, mathématicien norvégien († 6 avril 1829).
- 10 août : Christophe-Alexis-Adrien de Jussieu, homme politique français († 25 octobre 1865).
- 15 août : Théodore Gudin, peintre de marine français († 11 avril 1880).

- 6 septembre : Alcide Dessalines d'Orbigny, naturaliste, explorateur et paléontologue français († 30 juin 1857).
- 8 septembre : Jacob Baden Olrik, homme politique danois († 29 décembre 1875).
- 24 septembre : Adolphe d'Archiac, géologue et paléontologue français († 24 décembre 1868).

- 2 octobre : Édouard Ménétries, entomologiste français († 10 avril 1861).
- 12 octobre : Edma Trimolet, peintre française († 2 septembre 1878).
- 25 octobre, Richard Parkes Bonington, peintre britannique († 23 septembre 1828).

- 1er novembre : Benoît Fourneyron ingénieur français († 8 juillet 1867).
- 4 novembre : Jakob Götzenberger, peintre allemand († 6 octobre 1866).
- 5 novembre : Julius von Kirchmann, juriste et homme politique allemand († 20 octobre 1884).
- 16 novembre : Adolphe-Hippolyte Couveley, peintre français († 27 avril 1867).

- 1er décembre : Éloi Firmin Féron, peintre français († 24 avril 1876).
- 2 décembre :
  - Charles Liedts, homme politique belge († 21 mars 1878).
  - Agostino Perini, naturaliste italien († 19 octobre 1878).
- 3 décembre : Constantin Guys, dessinateur et peintre français († 13 mars 1892).
- 9 décembre : Friedrich Wilhelm von Redern, homme politique et compositeur allemand († 5 novembre 1883).
- 13 décembre :
  - Joseph Hippolyte Guibert, cardinal français († 8 juillet 1886).
  - Joaquim José Rodrigues Torres, homme d'État et journaliste brésilien († 8 janvier 1872).
- 15 décembre : János Bolyai, mathématicien hongrois († 27 janvier 1860).
- 16 décembre : Valentín Alsina, écrivain, juriste et homme politique espagnol puis argentin († 6 septembre 1869).

- Date inconnue : Nikifore Krylov, peintre russe  († 1831).

## Décès en 1802
- 24 janvier : Josep Duran, compositeur d'opéra et de musique religieuse espagnol (° 1730).
- 27 janvier : Johann Rudolf Zumsteeg, musicien allemand (° 10 janvier 1760).

- 3 février : le comte de Campomanes, président du Conseil de Castille (° 1er juillet 1723).
- 27 février : Sonsai, peintre japonais (° 29 décembre 1736).

- 30 mars : Claude François Grillot de Prédélys, ingénieur militaire français (° 25 novembre 1725).

- 27 avril : Jean Antoine Rossignol, militaire français, général de la Révolution française. (° 7 novembre 1759).

- 2 mai : Josef Kramolin, frère jésuite et peintre bohémien (° 11 avril 1730).
- 5 mai : Antonio Romero, matador espagnol (° 18 septembre 1763).

- 2 juin : Gaetano Gandolfi, peintre rococo Italien de l'école bolonaise (° 31 août 1734).
- 22 juillet : Marie François Xavier Bichat, biologiste français (° 14 novembre 1771).
- 26 juillet : Rose-Adélaïde Ducreux, peintre et musicienne française (° 19 août 1761).
- 28 juillet : Giuseppe Sarti, compositeur italien. (° 1er décembre 1729).

- 12 septembre : Philippe Jean, peintre, portraitiste et miniaturiste jersiais (° 30 novembre 1755).

- 11 octobre : André Michaux, botaniste et explorateur français (° 7 mars 1746).
- 26 octobre : Ludwig Albrecht Gebhardi, historien allemand (° 13 avril 1735).
- 28 octobre : Carlantonio Pilati, juriste, historien et publiciste italien (° 28 décembre 1733).

- 2 novembre : Louis Daure Lamartinière, militaire haïtien (° 1771).
- 4 novembre : Charles Bégin, homme politique canadien (° 5 mai 1736).
- 7 novembre : Franz Ludwig Pfyffer (1716-1802), seigneur de Wyher, homme d'État, militaire, alpiniste et topographe suisse, auteur d'un plan-relief de la Suisse (° 19 mai 1716).
- 9 novembre : Thomas Girtin, aquarelliste et graveur anglais, (° 18 février 1775).
- 15 novembre : George Romney, peintre anglais (° 26 décembre 1734).
- 18 novembre : Étienne de La Vallée-Poussin, peintre d’histoire et décorateur français (° 12 juillet 1735).

- 3 décembre : Louis-Désiré-Joseph Donvé, peintre français (° 6 janvier 1760).
- 12 décembre : Erasmus Darwin, physicien et écrivain britannique (° 12 décembre 1731).

- Date précise inconnue :
- Wilhelm Mouline, pasteur protestant (° 1726).